# Motacilla tschutschensis
La lavandera de Chukotka (Motacilla tschutschensis) es una especie de ave paseriforme de la familia Motacillidae. Se reproduce en áreas templadas de Asia y América del Norte y migra durante el invierno al sur de Asia y Australia.

## Subespecies
Se reconocen las siguientes subespecies:
- M. t. tschutschensis J. F. Gmelin, 1789 - Se extiende por Siberia, el nore de Mongolia, el este de Kazajistán, noroeste de China y noroeste de Norteamérica. Ambos sexos son similares a los de la Motacilla flava, pero su plumaje es gris y la cabeza más oscura; las hembras son muy similares a los machos.

Habita en torno al estrecho de Bering, y el noroeste de la costa de Canadá. Hiberna en varios lugares del mar de la China Meridional.
- M. t. macronyx (Stresemann, 1920) - Habita en el sudeste de Transbaikalia hasta la costa, el noreste de Mongolia, llegando por el sur a Manchuria. Pasa el invierno en el mar de la China Meridional. Los machos son similares a los de la Motacilla t. thunbergi pero su plumaje es más brillante y marcado. Las hembras son similares a los de la Motacilla t. thunbergi pero sin supercilio.
- M. t. taivana (Swinhoe, 1863) - Habita en el extremo este de Siberia, llegando a la isla de Sajalín y al norte de la isla de Hokkaidō. Pasa el invierno en Birmania y Taiwán, llegando hasta Wallacea. Es como la  Motacilla flava flavissima, pero la cabeza es mucho más oscura, casi negra. Los dos sexos son similares.